# James T. Farrell
James Thomas Farrell (Chicago, 1904. február 27. – New York, 1979. augusztus 22.) amerikai író, novellista, költő.

## Élete
Ír-amerikai család sarja volt, testvérei Earl, Joseph, Helen, John és Mary Farrell voltak. Rajtuk kívül számos testvére volt még, de ők már születésükkor, illetve gyermekkorukban meghaltak. Egy testvérét 1918-ban, a spanyolnátha-járványban vesztette el. Apja fuvaros, anyja házicseléd volt. Szülei túl szegények voltak ahhoz, hogy eltartsák, ezért három éves korában nagyszüleihez került. A Mount Carmel High School-ban tanult, osztálytársa Richard Anthony Parker, a későbbi híres egyiptológus volt. Középiskolai tanulmányai után a Chicagói Egyetemen tanult tovább. 21 éves korában kezdett irodalommal foglalkozni, először rövidebb novellákat jelentetett meg különböző lapokban. Kivált a chicagói ír-amerikai közösség életének realisztikus leírásáról volt ismert, ennek legjobb példája az öt kötetből álló, Danny O'Neill regényciklus.
Aktív volt a trockijista politikában is, csatlakozott az amerikai Socialist Workers Party-hoz. Osztotta Albert Goldman és Felix Morrows kritikai álláspontját a párttal szemben. E párton belül szorosan együttműködött Goldmannal, 1948-ban további kritikákkal éltek a párt működését illetően. Megpróbálták elérni, hogy a párt támogassa a Marshall-tervet és Norman Thomas elnökjelöltségét. Mivel úgy vélték, hogy a sztálinizmust csak a kapitalizmus képes legyőzni, csatlakoztak a Socialist Party of America-hoz. Az 1960-as évek végén a polgári jogok mellett és a Vietnámi háború ellen foglalt állást.
Farrel két nővel, háromszor kötött házasságot. Első feleségét, Dorothy Butlert 1931-ben vette feleségül. Válásuk után 1941-ben a színésznő Hortense Alden lett a felesége, akitől két fia, Kevin és John született. 1955-ben elvált tőle, s még ugyanebben az évben ismét összeházasodott Dorothy Butlerrel. 1958-ban elváltak útjaik, ám hivatalosan nem váltak el, így haláláig törvényes házasok maradtak.

## Munkái
- Young Lonigan (1932)
- Gas-House McGinty (1933)
- Calico Shoes (1934)
- The Young Manhood of Studs Lonigan (1934)
- Guillotine Party and Other Stories (1935)
- Judgment Day (1935)
- A Note on Literary Criticism (1936)
- A World I Never Made (1936)
- Can All This Grandeur Perish? and Other Stories (1937)
- No Star Is Lost (1938)
- Tommy Gallagher's Crusade (1939)
- Father and Son (1940)
- The Bill of Rights in danger!: the meaning of the Minneapolis convictions (1941)
- Decision (1941)
- Ellen Rogers (1941)
- $1000 a Week and Other Stories (1942)
- My Days of Anger (1943)
- To Whom It May Concern and Other Stories (1944)
- Who are the 18 prisoners in the Minneapolis Labor Case?: how the Smith "Gag" Act has endangered workers rights and free speech (1944)
- The League of Frightened Philistines and Other Papers (1945)
- Bernard Clare (1946)
- When Boyhood Dreams Come True and Other Stories (1946)
- The Life Adventurous and Other Stories (1947)
- Literature and Morality (1947)
- Truth and myth about America (1949)
- The Road Between (1949)
- An American Dream Girl (1950)
- The Name Is Fogarty: Private Papers on Public Matters (1950)
- This Man and This Woman (1951)
- Yet Other Waters (1952)
- The Face of Time (1953)
- Reflections at Fifty and Other Essays (1954)
- French Girls Are Vicious and Other Stories (1955)
- A Dangerous Woman and Other Stories (1957)
- My Baseball Diary (1957)
- It Has Come To Pass (1958)
- Boarding House Blues (1961)
- Side Street and Other Stories (1961)
- Sound of a City (1962)
- The Silence of History (1963)
- What Time Collects (1964)
- A Glass of Milk (1966)
- Lonely for the Future (1966)
- When Time Was Born (1966)
- New Year's Eve/1929 (1967)
- A Brand New Life (1968)
- Childhood Is Not Forever (1969)
- Judith (1969)
- Invisible Swords (1971)
- Judith and Other Stories (1973)
- The Dunne Family (1976)
- Olive and Mary Anne (1977)
- The Death of Nora Ryan (1978)

## Posztumusz megjelent munkái
- Eight Short, Short Stories (1981)
- Sam Holman (1994)
- Hearing Out James T. Farrell: Selected Lectures (1997)
- Studs Lonigan: A Trilogy (2004)
- Dreaming Baseball (2007)

## Magyarul megjelent művei
- Zavaros idők; utószó Dragomán György, ford. Mesterházi Mónika; L'Harmattan, Bp., 2013 (Valahol Európában)

## Fordítás
- Ez a szócikk részben vagy egészben  a   James T. Farrell című angol Wikipédia-szócikk ezen változatának fordításán alapul.  Az eredeti cikk szerkesztőit annak laptörténete sorolja fel. Ez a jelzés csupán a megfogalmazás eredetét és a szerzői jogokat jelzi, nem szolgál a cikkben szereplő információk forrásmegjelöléseként.